# Gangsta's Paradise
Pour le titre, voir Gangsta's Paradise (chanson).
Albums de Coolio
It Takes a Thief
(1994) My Soul
(1997)
Singles
1. Too Hot
Sortie : 1995
2. Gangsta's Paradise
Sortie : 8 août 1995
3. 1, 2, 3, 4 (Sumpin' New)
Sortie : 20 février 1996

Sorti le 2 octobre 1995, Gangsta's Paradise est le deuxième album studio de Coolio. Il contient, notamment, la chanson Gangsta's Paradise, présente sur la bande originale du film Esprits rebelles sorti en août 1995 puis sur celle de The Green Hornet en 2011.

## Liste des titres
| No  | Titre                                                            | Contient un (des) sample(s) de                                                     | Durée |
| --- | ---------------------------------------------------------------- | ---------------------------------------------------------------------------------- | ----- |
| 1.  | That's How It Is (featuring Talkbox)                             |                                                                                    | 1:00  |
| 2.  | Geto Highlites (featuring 40 Thevz)                              | Make It Funky de James Brown Groove With You des Isley Brothers                    | 4:59  |
| 3.  | Gangsta's Paradise (featuring L. V. et Trinna Simmons)           | Pastime Paradise de Stevie Wonder                                                  | 4:00  |
| 4.  | Too Hot (featuring J.T. Taylor)                                  | Too Hot de Kool & The Gang                                                         | 3:40  |
| 5.  | Cruisin' (featuring Malika et Shaunna D.)                        | Cruisin' de Smokey Robinson                                                        | 4:34  |
| 6.  | Exercise Yo Game (featuring 40 Thevz, E-40 et Kam)               |                                                                                    | 4:49  |
| 7.  | 1, 2, 3, 4 (Sumpin' New)                                         |                                                                                    | 3:33  |
| 8.  | Smilin' (featuring Baby G)                                       | (You Caught Me) Smilin' de Sly & the Family Stone                                  | 4:07  |
| 9.  | Fucc Coolio                                                      |                                                                                    | 0:50  |
| 10. | Kinda High Kinda Drunk                                           | Saturday Night de Schoolly D Hold It Now, Hit It des Beastie Boys 8 Ball des N.W.A | 3:44  |
| 11. | For My Sistas (featuring Lashann Dendy)                          | Make Me Say It Again Girl (Part 1 & 2) des Isley Brothers                          | 4:26  |
| 12. | Is This Me? (featuring L. V. et Rated R)                         |                                                                                    | 4:23  |
| 13. | A Thing Goin' On (featuring Jeremy Monroe)                       | Me and Mrs. Jones de Billy Paul                                                    | 4:45  |
| 14. | Bright As the Sun (featuring Will Wheaton)                       | God Make Me Funky des Headhunters featuring les Pointer Sisters                    | 4:47  |
| 15. | Recoup This (featuring Capucine Jackson et P.S.)                 |                                                                                    | 1:21  |
| 16. | The Revolution                                                   | Magic Night d'Aalon                                                                | 3:48  |
| 17. | Get Up, Get Down (featuring Leek Ratt, Malika, P.S. et Ras Kass) | Chameleon d'Herbie Hancock                                                         | 5:32  |